# Maigret (film, 2022)
Maigret je francouzský hraný film z roku 2022, který režíroval Patrice Leconte na motivy románu Maigret a mrtvá dívka Georgese Simenona z roku 1954. Tento román byl již adaptován pro televizi, avšak doposud ne pro film. Komisaře Maigreta hraje Gérard Depardieu, ač byl původně pro tuto roli osloven Daniel Auteuil. Film měl premiéru 23. února 2022.

## Děj
V Paříži je na Place Vintimille v 9. obvodu nalezeno tělo mladé ženy. Oběť je oblečená ve večerních šatech, ale bez kabelky. Komisař Maigret a jeho muži jsou pověřeni vyšetřováním a snaží se odhalit identitu mladé ženy. Den předtím si šaty vypůjčila v místním obchodě.

## Obsazení
| Gérard Depardieu     | Julian Maigret          |
| Jade Labeste         | Betty                   |
| Aurore Clément       | Laurentova matka        |
| Pierre Moure         | Laurent Clermont-Valois |
| Élizabeth Bourgine   | Irène                   |
| Hervé Pierre         | doktor Paul             |
| André Wilms          | Kaplan                  |
| Philippe du Janerand | soudce                  |
| Mélanie Bernier      | Jeanine                 |
| Clara Antoons        | Louise                  |
| Anne Loiret          | paní Maigretová         |
| John Sehil           | zaměstnanec hřbitova    |
| Bertrand Poncet      | Lapointe                |
| Norbert Ferrer       | barman                  |
| Jean-Paul Comart     | Albert Janvier          |
| Moana Ferré          | žena v salónu           |
| Pascal Elso          | advokát                 |